# Cédric Varrault
Cédric Varrault né le 30 janvier 1980, à Blois, est un ancien footballeur français qui évoluait au poste de céfenseur central.

## Biographie

### OGC Nice
Après ses débuts au Rapid de Menton, il rejoint Nice à 19 ans, en 1999. Présent quand Nice évolue en Ligue 2, il participe à la montée du club en Ligue 1 lors de l'année 2002.
Fidèle à son poste de défenseur de l'OGC Nice, il est connu pour ses montées dans son couloir. Titulaire incontestable, avec une moyenne de 34 matchs par saison, il inscrit 4 buts avec Nice en Ligue 1 : un en 2002, un en 2003 et deux lors de la saison 2006-2007.
Droitier, Cédric Varrault doit apprendre à jouer sur le côté gauche pour pallier le départ de Noé Pamarot en 2004. On note aussi une spécialité maîtrisée dans son jeu : le tacle à deux pieds. Contacté par le FC Nantes en 2005, puis le Paris SG et Marseille au mercato estival, pour ses qualités défensives, il est un des rares joueurs capables de jouer aussi bien sur les deux couloirs du terrain.
Capitaine de l'équipe de Nice à partir de 2005, il emmène son équipe jusqu'à une finale perdue en Coupe de la Ligue, le 22 avril 2006.

### AS Saint-Étienne
Il s'engage avec l'AS Saint-Étienne en juillet 2007 pour 3 ans, le montant du transfert étant de 800 000 euros.
Malgré un bon début de saison du côté du Forez, Cédric Varrault perd sa place de latéral gauche au profit de Mouhamadou Dabo. En effet, il est indisponible durant 3 semaines au mois d'octobre 2007.
Le 3 avril 2010, il ouvre le score pour l'ASSE face au Mans (victoire 2-0) et permet à son équipe de s'éloigner de la zone de relégation.
Il quitte l'ASSE à l'issue de la saison 2009-2010, faute d'avoir trouvé un accord de prolongation de contrat avec ses dirigeants, et rejoint par la suite un nouveau championnat en signant avec le club grec de Paniónios GSS, où il signe un contrat de deux saisons.

### Paniónios
Il rejoint gratuitement le club grec. Il effectue une saison moyenne avec 12 matchs joués dont 10 en tant que titulaire.

### Dijon
En juin 2011, après avoir résilié son contrat avec Paniónios, il signe un contrat de deux ans au Dijon FCO. Avec 239 matchs de Ligue 1 à son actif, il vient apporter son expérience au club bourguignon, promu, qui évoluera pour la première fois dans ce championnat.
À la suite de la relégation du club en Ligue 2 pour la saison 2012-2013, il devient le capitaine de l'équipe. Taulier de la défense, il réalise la saison la plus aboutie de sa carrière lors de l'exercice 2015-2016 (34 apparitions, 3 buts en championnat) et se voit prolongé en mars 2016 pour une saison supplémentaire. En fin de saison, le club connait sa deuxième promotion en Ligue 1 et son entraineur, Olivier Dall'Oglio, ne manque pas de souligner que "c'est un capitaine qui a su mener ses troupes vers le sommet", comptant sur son expérience pour encadrer les joueurs qui découvriront le plus haut échelon français.
Le 8 août 2018, le joueur s'engage à Saint-Jean Beaulieu (National 3).

## Vers une carrière d'entraineur
A peine obtenu le Brevet d'Entraineur de Football, l'OGC Nice annonce, en Juillet 2019, son retour en tant qu'entraineur d'adjoint de l'équipe réserve, reléguée en National 3.
Depuis la saison 2021-2022, il est entraineur adjoint de l'équipe de l'OGC Nice U19 au côté de Johann LOUVEL.
En mai 2022, il est diplômé du certificat d'entraîneur attaquant et défenseur (CEAD), diplôme nouvellement créé et délivré par la FFF. Lors de la saison 2022-2023, il suit au CNF Clairefontaine la formation au DESJEPS mention football.
Il est depuis 2025 l'entraîneur adjoint de l'équipe professionnelle de l'OGC Nice.

## Statistiques
Le tableau suivant récapitule les statistiques de Cédric Varrault durant sa carrière.
| Saison                | Club                  | Championnat           | Championnat | Championnat | Coupe(s) nationale(s) | Coupe(s) nationale(s) | Compétition(s) continentale(s) | Compétition(s) continentale(s) | Compétition(s) continentale(s) | Total | Total |
| Saison                | Club                  | Division              | M.          | B.          | M.                    | B.                    | Comp.                          | M.                             | B.                             | M.    | B.    |
| 1999-2000             | OGC Nice              | Ligue 2               | 1           | 0           | 0                     | 0                     | -                              | -                              | -                              | 1     | 0     |
| 2000-2001             | OGC Nice              | Ligue 2               | 12          | 0           | 0                     | 0                     | -                              | -                              | -                              | 12    | 0     |
| 2001-2002             | OGC Nice              | Ligue 2               | 32          | 0           | 1                     | 0                     | -                              | -                              | -                              | 33    | 0     |
| 2002-2003             | OGC Nice              | Ligue 1               | 35          | 1           | 1                     | 0                     | -                              | -                              | -                              | 36    | 1     |
| 2003-2004             | OGC Nice              | Ligue 1               | 37          | 1           | 3                     | 0                     | CI                             | 4                              | 0                              | 44    | 1     |
| 2004-2005             | OGC Nice              | Ligue 1               | 32          | 0           | 1                     | 0                     | CI                             | 2                              | 1                              | 35    | 1     |
| 2005-2006             | OGC Nice              | Ligue 1               | 28          | 0           | 3                     | 0                     | -                              | -                              | -                              | 31    | 0     |
| 2006-2007             | OGC Nice              | Ligue 1               | 32          | 2           | 2                     | 0                     | -                              | -                              | -                              | 34    | 2     |
| Sous-total            | Sous-total            | Sous-total            | 209         | 4           | 11                    | 0                     | -                              | 6                              | 1                              | 226   | 5     |
| 2007-2008             | AS Saint-Étienne      | Ligue 1               | 24          | 1           | 2                     | 0                     | -                              | -                              | -                              | 26    | 1     |
| 2008-2009             | AS Saint-Étienne      | Ligue 1               | 28          | 0           | 2                     | 0                     | C3                             | 10                             | 0                              | 40    | 0     |
| 2009-2010             | AS Saint-Étienne      | Ligue 1               | 23          | 1           | 3                     | 0                     | -                              | -                              | -                              | 26    | 1     |
| Sous-total            | Sous-total            | Sous-total            | 75          | 2           | 7                     | 0                     | -                              | 10                             | 0                              | 92    | 2     |
| 2010-2011             | Paniónios GSS         | Superleague           | 12          | 0           | 0                     | 0                     | -                              | -                              | -                              | 12    | 0     |
| Sous-total            | Sous-total            | Sous-total            | 12          | 0           | 0                     | 0                     | -                              | 0                              | 0                              | 12    | 0     |
| 2011-2012             | Dijon FCO             | Ligue 1               | 24          | 0           | 3                     | 0                     | -                              | -                              | -                              | 27    | 0     |
| 2012-2013             | Dijon FCO             | Ligue 2               | 30          | 1           | 2                     | 0                     | -                              | -                              | -                              | 32    | 1     |
| 2013-2014             | Dijon FCO             | Ligue 2               | 16          | 1           | 1                     | 0                     | -                              | -                              | -                              | 17    | 1     |
| 2014-2015             | Dijon FCO             | Ligue 2               | 28          | 2           | 1                     | 0                     | -                              | -                              | -                              | 29    | 2     |
| 2015-2016             | Dijon FCO             | Ligue 2               | 34          | 3           | 1                     | 0                     | -                              | -                              | -                              | 35    | 3     |
| 2016-2017             | Dijon FCO             | Ligue 1               | 32          | 3           | 0                     | 0                     | -                              | -                              | -                              | 32    | 3     |
| 2017-2018             | Dijon FCO             | Ligue 1               | 11          | 1           | 1                     | 0                     | -                              | -                              | -                              | 12    | 1     |
| Sous-total            | Sous-total            | Sous-total            | 175         | 11          | 9                     | 0                     | -                              | 0                              | 0                              | 184   | 11    |
| Total sur la carrière | Total sur la carrière | Total sur la carrière | 471         | 17          | 27                    | 0                     | -                              | 16                             | 1                              | 514   | 18    |

## Palmarès

### En club
- OGC Nice
  - Finaliste de la Coupe de la Ligue en 2006

- Dijon FCO
  - Vice-champion de Ligue 2 en 2016